# Monbaldo
Il Monbaldo (già Sori, poi Kaliningrad, poi Banga) è stato un piroscafo da carico italiano, violatore di blocco durante la seconda guerra mondiale. Dopo la fine del conflitto ed il recupero ha navigato sotto bandiera sovietica sino agli anni '60.

## Storia
Completata nel marzo 1918 nei cantieri di Riva Trigoso come Sori, la nave era in origine un piroscafo da carico a due ponti da 6214 tonnellate di stazza lorda e 4043 tonnellate di stazza netta, iscritta con matricola 841 presso il Compartimento marittimo di Genova. Nei primi anni il Sori navigò per conto della stessa azienda costruttrice, la Società Esercizio Bacini, finché, nel 1925, venne acquistato dalla Società anonima di Navigazione Alta Italia, con sede a Genova, che lo ribattezzò Monbaldo.
Dopo lo scoppio della seconda guerra mondiale, ma nel periodo di «non belligeranza» dell'Italia, nel dicembre 1939, il Monbaldo, insieme ai piroscafi Maddalena Odero e Monrosa, venne sequestrato dalla Corte delle Prede britannica, che riteneva che le 5000 balle di cotone trasportate dai tre piroscafi fossero di contrabbando, venendo rilasciato solo tre mesi più tardi.
All'entrata dell'Italia nel secondo conflitto mondiale, il 10 giugno 1940, il Monbaldo si trovava a Belém, sul Rio Pará, in Brasile, dove rimase inattivo per circa un anno. 
Nel frattempo lo Stato Maggiore della Regia Marina aveva proposto ed ottenuto di mettere a punto un piano per far forzare il blocco alleato da parte dei mercantili rifugiati nelle nazioni neutrali più benevole nei confronti dell'Italia (Spagna, Brasile e Giappone) e farli giungere a Bordeaux, base atlantica italiana (Betasom) nella Francia occupata: le navi sarebbero passate sotto il controllo delle forze tedesche, mentre i carichi (ancora a bordo da quando, dopo la dichiarazione di guerra, si erano rifugiate nei porti neutrali) sarebbero stati trasferiti in Italia via terra. Dopo la trasmissione delle istruzioni da seguire per la partenza ed il viaggio, era stata organizzata la partenza dei vari mercantili, iniziando dalla Spagna continentale, dalla quale, tra il febbraio ed il giugno 1941, si trasferirono a Bordeaux i mercantili Clizia, Capo Lena ed Eugenio C.. Era poi stato organizzato il trasferimento delle navi che si trovavano nelle Canarie: tra aprile e giugno si erano trasferiti in Francia i mercantili Capo Alga, Burano, Todaro, Ida ed Atlanta, mentre erano andate perdute le navi cisterna Recco, Sangro e Gianna M. ed il piroscafo Ernani. Toccò quindi alle navi bloccate in Brasile (al largo delle cui coste stazionavano numerose navi da guerra britanniche): in quelle acque stazionavano il transatlantico Conte Grande, due navi cisterna e 15 navi da carico. Per mezzo dell'addetto navale in Brasile, capitano di fregata Torriani, e del suo vice, tenente di vascello Di Vicino, Supermarina contattò i comandanti delle varie navi e scelse quelle adatte ad affrontare una traversata oceanica che le portasse  nella Francia occupata: allo scopo vennero selezionati cinque piroscafi, la motonave Himalaya, giunta dall'Eritrea, e due navi cisterna, mentre le restanti undici navi, giudicate in condizioni non idonee ad una lunga navigazione, vennero lasciate in Brasile.  Per prime, il 28 marzo, furono fatte partire le due navi cisterna: la Frisco, giunta indenne a Bordeaux, e la Franco Martelli, silurata ed affondata da un sommergibile britannico durante la navigazione. Il 1º aprile l'incrociatore ausiliario canadese Prince David venne inviato a pattugliare le acque prospicienti il Rio Pará, dato che si riteneva che la partenza del Monbaldo e di un altro violatore di blocco, il tedesco Norderney, fosse imminente. Lo spionaggio inglese segnalò poi che il Monbaldo aveva acceso le caldaie il 4 maggio.
Tre mesi più tardi, tra il 28 ed il 29 giugno 1941, lasciarono i porti di Recife e Belém i piroscafi XXIV Maggio, Butterfly e Monbaldo. Per poter affrontare la lunga navigazione, prima della partenza il Monbaldo imbarcò parte delle scorte di carbone del piroscafo Antonio Limoncelli, che sarebbe invece dovuto restare definitivamente in Brasile. Partita nel mattino del 28 giugno da Pinheiro (ad una ventina di chilometri da Belém), dopo aver ultimato l'imbarco di un carico di 6003 tonnellate di materiali d'interesse bellico (3121 tonnellate di ferro, 1133 di cotone, 779 di olii lubrificanti, 707 di ghisa, 220 di gomma grezza, 43 paraffina), la nave italiana, al comando del capitano di lungo corso Virginio Bertello, giunse in mare aperto nel tardo pomeriggio, ma durante la discesa del Rio Pará s'imbatté in un piroscafo di una compagnia di navigazione costiera brasiliana ed in una motonave norvegese utilizzata dai britannici: una delle due navi (od entrambe) segnalò la partenza del Monbaldo alle autorità britanniche, e l'addetto navale inglese a Montevideo comunicò la notizia all'ammiragliato di Londra, come venne desunto da un messaggio intercettato da Berlino. Il comandante Bertello ed il direttore di macchina decisero di portarsi al largo alla massima velocità possibile, puntando verso l'Africa, poi, calata la notte, la nave mutò rotta, dirigendo verso nord, e si allontanò eludendo la sorveglianza britannica. Il Monbaldo tenne inizialmente rotta nordest, poi, tra la prima e la seconda settimana di luglio, puntò verso nord, sino al superamento della Azzorre, quindi modificò più volte la rotta verso nordest ed infine, intorno al 15 luglio, fece rotta verso est in direzione della Spagna, raggiunta la quale procedette per un breve tratto verso nordest, quindi ad est sino al golfo di Biscaglia e poi nuovamente a nordest sino all'arrivo a Bordeaux.
Dopo la partenza da Belém il Monbaldo si tenne ad ovest del 29º meridiano e, invece di raggiungere la latitudine 44°, il 12 luglio accostò verso est in anticipo, onde accorciare la traversata di circa cento miglia. Nel corso della navigazione vennero avvistati più volte mercantili sconosciuti a grande distanza, ma ogni incontro poté essere evitato senza problemi, modificando la rotta e ponendosi temporaneamente su rotte plausibili per una nave britannica o brasiliana, quale il Monbaldo doveva apparire. Per diminuire i rischi, tuttavia, come concordato in precedenza con l'addetto navale a Rio de Janeiro, la nave venne dipinta di grigio, colore di cui erano verniciati i mercantili britannici, e camuffata in modo da assomigliare al piroscafo britannico Castelmoor. Dato che alcune settimane prima un altro violatore di blocco, il piroscafo Ernani, in navigazione dalle Canarie a Bordeaux camuffato da norvegese Enggano, era stato silurato ed affondato accidentalmente da un U-Boot tedesco, l'11 luglio il comando della base sommergibilistica di Betasom, onde evitare altri incidenti di questo tipo, aveva inviato ai sommergibili italiani operanti nell'Atlantico il messaggio: «At sommergibili Malaspina, Finzi, Bianchi, Torelli, Barbarigo et Bagnolini punto eventuale incontro con seguenti navi in arrivo noti porti alt Mombaldo truccato come inglese Costelmoor alt XXIV Maggio come Australind alt Butterfly come panamense Penelope». Non si ebbero tuttavia a verificare ulteriori problemi, ed il 20 luglio il Monbaldo atterrò su Cabo Fisterra, procedendo poi mantenendosi a breve distanza dalla costa spagnola. Nelle acque di Capo Machichaco il piroscafo s'imbatté in un convoglio composto da tre motonavi di ridotte dimensioni e da due dragamine, che si rivelarono essere unità tedesche: l'unità caposquadriglia richiese il nominativo del Monbaldo, quindi riprese la navigazione. Più tardi la nave venne sorvolata da due ricognitori della Luftwaffe: vennero scoperti i boccaporti sui quali erano dipinte le bandiere italiane ed i velivoli tedeschi si allontanarono rapidamente dopo averli osservati. Il 23 luglio, all'alba, il Monbaldo, arrivato al traverso di Bilbao, ridusse la velocità a tre nodi, come ordinato via radio da Betasom; alle cinque del mattino, come concordato, il piroscafo giunse davanti a Saint-Jean-de-Luz e qui venne raggiunto da alcuni dragamine tedeschi tipo M-Boote, che lo scortarono sino alla Gironda. All'alba del 24 luglio 1941 il Monbaldo si ancorò nelle acque antistanti Le Verdon, attendendo la marea favorevole, ed alle dieci di sera il mercantile giunse a Bordeaux.
Alcuni giorni più tardi, terminate le operazioni di scarico, gran parte dell'equipaggio italiano del Monbaldo venne rimpatriato, mentre la nave riprese il mare navigando per conto delle forze tedesche.
Ancora al comando del capitano Bertello, il Monbaldo attraversò il canale della Manica forzando il blocco britannico nello stretto di Dover, venendo fatto oggetto del tiro delle artiglierie britanniche di grosso calibro: alcune schegge colpirono la nave sopra la linea di galleggiamento, arrecando lievi danni e ferendo due uomini. La nave giunse quindi in Mar Baltico. Dal 31 luglio 1943 il mercantile venne noleggiato dalle autorità tedesche.
All'annuncio dell'armistizio, l'8 settembre 1943, il piroscafo era a Stettino, ed in tale porto venne catturato dalle forze tedesche, venendo quindi affidato alla Kauffahrtei Seereederei Wiards Adolf & Co di Amburgo. 
Il 24 marzo 1945 il Monbaldo, attaccato da aerei, venne colpito da bombe ed affondò nelle acque di Stettino. 
Nello stesso 1945 il relitto del piroscafo venne recuperato dalla ditta «ACC CBF» e rimorchiato a Wismar, dove, il 16 settembre 1950, iniziarono i lavori di ricostruzione. Causa le dimensioni, nel 1952 il mercantile dovette essere trasferito nei Paesi Bassi, ove vennero completati i lavori; nel giugno 1955 la nave, ribattezzata Kaliningrad, entrò in servizio per il governo sovietico.
Ribattezzato Banga (БАНГА) il 9 maggio 1960, il piroscafo continuò a navigare sino all'autunno 1969, quando venne demolito ad Amburgo.